# Mayte Garcia
Mayte Jannell García (Fort Rucker, 12 novembre 1973) è una ballerina, cantante, attrice coreografa statunitense.
È meglio conosciuta come l'ex moglie della pop star Prince. È di discendenza portoricana. Garcia è nata in una base militare in Alabama; durante la sua infanzia, i suoi genitori si sono trasferiti negli Stati Uniti e in Germania a seguito delle riassegnazioni militari di suo padre.

## Il rapporto con Prince
Mayte Garcia si impose all'attenzione di Prince nel 1990, quando sua madre Nelle gli presentò una videocassetta della performance di Garcia. Prince incontrò la giovane ballerina nel corso dello stesso anno, durante il tour in Germania, e alla fine fu ingaggiata per ballare nel Diamonds and Pearls Tour. Il suo ruolo crebbe presto di importanza quando lei diventò la musa ispiratrice dell'album successivo, Love Symbol Album, e assunse le sembianze di una principessa egiziana per il concept album e la compilation video 3 Chains o' Gold. Nel 1995 Prince produsse un album per Mayte, intitolato Child of the Sun, pubblicato in Europa con la sua etichetta NPG Records. Questo album si fece notare per il singolo If I Love U 2 Nite.
Mayte sposò Prince nel giorno di San Valentino del 1996, quando lei aveva 23 anni, mentre lui 38. La cerimonia si tenne a Minneapolis e venne seguita da una luna di miele alle Hawaii. Due mesi dopo Mayte scoprì di essere incinta. Orgogliosa di aspettare un bambino, mentre era in stato avanzato fece un'intervista indossando un abito corto nero con la scritta sul petto "baby", e sotto di essa una freccia puntata verso la pancia. Il bambino, chiamato Amiir, morì una settimana dopo la sua nascita a causa della sindrome di Pfeiffer, un raro difetto del cranio.
Nel 1997 fu direttore artistico della New Power Generation Dance Company per il loro Around the World in a Day tour. Ma, a causa della mancanza di fondi, l'iniziativa non ebbe successo. Ha anche diretto video musicali, come ad esempio The One, per Prince e per altri artisti come Chaka Khan e Graham Central Station. Tutti e tre hanno collaborato nel 1997-1998.
Nel 1998 Prince annunciò il divorzio della coppia. Il giorno del loro terzo anniversario di matrimonio il matrimonio fu annullato. Il divorzio ufficiale fu siglato nel giugno 2000. Dopo aver lasciato Prince, Mayte ebbe una relazione con Tommy Lee, il batterista dei Mötley Crüe, dal 2000 al 2002.

## Doppiatrici italiane
Nelle versioni in italiano delle opere in cui ha recitato, Mayte Garcia è stata doppiata da:
- Emilia Costa in The Closer
- Laura Latini in Il cane pompiere
- Alessandra Cassioli in Psych
- Daniela Calò in CSI: NY
- Jolanda Granato in Army Wives - Conflitti del cuore